# کادر مانگانه
عبده کادر مانگانه (به انگلیسی: Abdou Kader Mangane؛ زادهٔ ۲۳ مارس ۱۹۸۳) یک فوتبالیست حرفه‌ای سابق سنگالی است که به‌عنوان مدافع بازی می‌کرد. او بیشتر دوران حرفه‌ای خود را در فرانسه گذراند. او ۲۳ بازی، در سطح بین‌المللی برای تیم ملی سنگال انجام داد و ۱ گل به‌ثمر رساند.

## حرفه باشگاهی

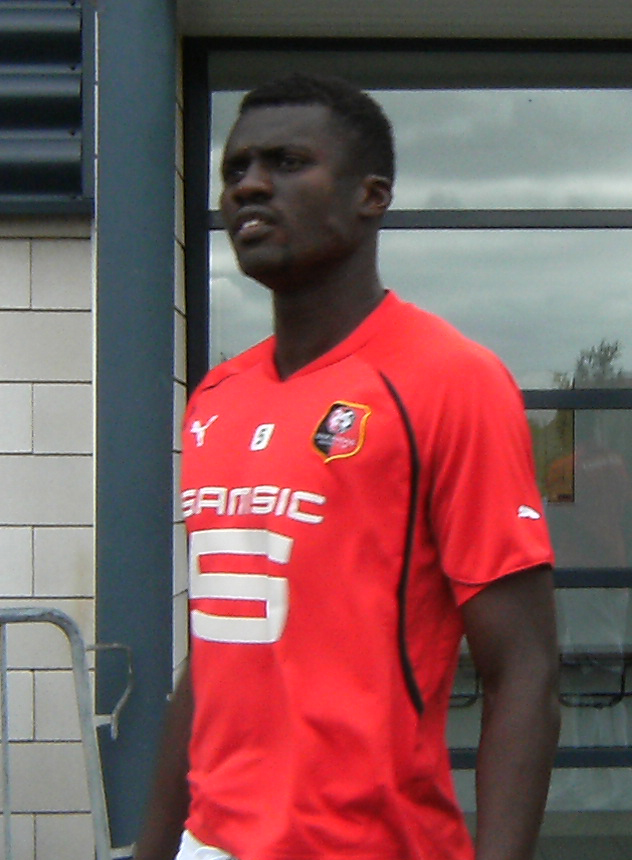
مانگانه پیش از یک بازی دوستانه، در تیم رن

وی قبل از رفتن به سوئیس و نوشاتل زاماکس در سال ۲۰۰۱ کار خود را در زادگاهش سنگال آغاز کرد و شش سال را در آنجا گذراند. او سپس برای پنج فصل در لیگ ۱ فرانسه، برای لنز در طول فصل ۰۸–۲۰۰۷، و رن بازی کرد.
در ۱۷ ژوئیه ۲۰۱۲، منگنه قراردادی سه ساله با باشگاه الهلال عربستان با مبلغی نامشخص امضا کرد.
در ۱۷ ژوئیه ۲۰۱۲، منگنه قراردادی سه ساله با باشگاه الهلال عربستان با مبلغی نامشخص امضا کرد.
وی تا پایان فصل در ژانویه ۲۰۱۳ به صورت قرضی به تیم لیگ برتر فوتبال انگلستان باشگاه فوتبال ساندرلند پیوست.
در ۳۱ ژوئیه ۲۰۱۵، او با باشگاه گازلک آژاکسیو (Gazélec Ajaccio) قراردادی یک ساله امضا کرد.

## جنجال - جدال سرسختانه
در ۲۱ مارس ۲۰۰۹، در جریان بازی لیگ ۱ مقابل باشگاه فوتبال والنسین، جاناتان لاکورت هافبک حریف خود را در یک چالش به شدت مجروح کرد که منجر به شکستگی مضاعف استخوان درشت نی و نازک‌نی شد. او تا ۱ ژوئن ۲۰۰۹ تعلیق شد.

## زندگی شخصی
مانگانه در ۱۶ مه ۲۰۱۱ به تابعیت فرانسوی درآمد.